# Hopkins Glacier
Hopkins Glacier är en glaciär i Antarktis. Den ligger i Västantarktis. Argentina, Chile och Storbritannien gör anspråk på området. Hopkins Glacier ligger 552 meter över havet.
Terrängen runt Hopkins Glacier är kuperad åt nordväst, men åt sydost är den bergig. Terrängen runt Hopkins Glacier sluttar västerut.  Trakten är obefolkad. Det finns inga samhällen i närheten.